# Rakita (Babušnica)
Pour les articles homonymes, voir Rakita.
Rakita (en serbe cyrillique : Ракита) est un village de Serbie situé dans la municipalité de Babušnica, district de Pirot. Au recensement de 2011, il comptait 250 habitants.

## Démographie

### Évolution historique de la population
| 1948 | 1953 | 1961 | 1971 | 1981 | 1991 | 2002 | 2011 |
| ---- | ---- | ---- | ---- | ---- | ---- | ---- | ---- |
| 846  | 784  | 837  | 626  | 578  | 455  | 340  | 250  |

|  |